# Andrey Muniz de Castro
Andrey Muniz de Castro (Apucarana, 12 de abril de 1976)  é um paratleta brasileiro do tiro com arco. Atualmente ele é Decacampeão Brasileiro!
Andrey ficou paraplégico devido um acidente de carro ocorrido em 31 de julho de 1995. Começou no esporte em 2008 por hobby, inspirado em um jogo de MMORPG chamado Line Age II. Foi incentivado pelo técnico Henrique Junqueira Campos a competir no campeonato brasileiro de 2008, que se realizaria em Goiânia, cidade onde reside. Andrey começou a treinar e logo no seu primeiro para-campeonato sagrou-se campeão. No ano seguinte já integrava a seleção brasileira de tiro com arco. Andrey foi o primeiro paratleta brasileiro na sua modalidade a participar de competições internacionais e conquistar medalhas.
Andrey participou dos Jogos Paralímpicos de Verão de 2016, no Rio de Janeiro.<ref>Portal oficial do governo federal sobre os jogos olímpicos e paralímpicos de 2016 - Tiro com Arco: No tiro com arco por equipes mistas, Brasil perde por dois pontos para a Turquia e está fora da semifinal (12/09/2016). <ref>Andrey Muniz surpreende favorito, mas para nas quartas no tiro com arco. Na 1ª rodada, Andrey passou pelo sul-coreano Lee Ouk-Soo, por 140 a 139, avançando às oitavas de final, quando surpreendeu o atual vice-campeão paralímpico, o norte-americano Matt Stutzman. No duelo, o atleta de Goiás venceu por 142 a 141 e tirou um dos favoritos da disputa (14/09/2016).

## Algumas participações[1]
- Mundial na Republica Tcheca 2009
- Mundial na Itália 2011
- Mundial na Tailândia 2013
- Mundial na Alemanha 2015
- Mundial na China 2017
- Mundial na Holanda 2019
- Jogos Parapan-Americanos de 2011, em Guadalajara - México
- Jogos Parapan-Americanos de 2015, em Toronto - Canadá
- Jogos Paralímpicos de Verão de 2016, em Rio de Janeiro - Brasil

## Recordes
| Categoria               | Round                             | Recorde | Local e Data             |
| ----------------------- | --------------------------------- | ------- | ------------------------ |
| Composto OPEN Masculino | 144 flechas Fita Round            | 1353    | Goiânia/Goiás 30/05/2010 |
| Composto OPEN Masculino | 50m 72 flechas Fita Round         | 690     | Goiânia/Goiás 15/08/2015 |
| Composto OPEN Masculino | 90m 36 flechas Fita Round         | 330     | Goiânia/Goiás 30/05/2010 |
| Composto OPEN Masculino | 70m 36 flechas Fita Round         | 336     | Goiânia/Goiás 30/05/2010 |
| Composto OPEN Masculino | 50m 36 flechas Fita Round         | 346     | Goiânia/Goiás 15/08/2015 |
| Composto OPEN Masculino | 30m 36 flechas Fita Round         | 357     | Turim/Italia 12/07/2011  |
| Composto OPEN Masculino | 50m 15 flechas Round Eliminatório | 147     | Goiânia/Goiás 23/07/2017 |